# Else-Merete Heiberg
Else-Merete Heiberg, född 30 juli 1929 i Oslo, är en norsk skådespelare.

## Filmografi
- 1947 – Sankt Hans fest
- 1948 – Hamnstad
- 1948 – Soldat Bom
- 1949 – Farlig vår
- 1949 – Kvinna i vitt
- 1949 – Kärleken segrar
- 1949 – Pappa Bom
- 1949 – Törst
- 1951 – Dei svarte hestane